# 2008 au Canada
2005 au Nouveau-Brunswick - 2006 au Nouveau-Brunswick - 2007 au Nouveau-Brunswick - 2008 au Nouveau-Brunswick - 2009 au Nouveau-Brunswick
2005 au Québec - 2006 au Québec - 2007 au Québec - 2008 au Québec - 2009 au Québec
2005 par pays en Amérique - 2006 par pays en Amérique - 2007 par pays en Amérique - 2008 par pays en Amérique - 2009 par pays en Amérique
Pour un article plus général, voir Chronologie du Canada.
Cet article traite des événements qui se sont produits durant l'année 2008 au Canada.

## Événements

### Janvier 2008
- 7 au 12 janvier : Premier championnat du monde féminin moins de 18 ans de hockey sur glace à Calgary
- 28 janvier : Vincent Lacroix, l'auteur du scandale des fonds Norbourg, est condamné à 12 ans moins un jour de prison et 255 000 dollars d'amende[1].

### Février 2008
- Mardi 26 février 2008 : dépôt du budget fédéral par le ministre Flaherty.
- Vendredi 29 février : Coupe du monde de snowboard à Calgary

### Mars 2008
- 7 au 9 mars : Coupe du monde de snowboard à la Station touristique Stoneham à Stoneham-et-Tewkesbury
- Remise du rapport de la commission Bouchard-Taylor.

### Avril 2008
- Lundi 28 avril 2008 : la compagnie pétrolière française Total rachète Synenco Energy pour 480 millions de dollars canadiens (300 millions €). Cette société détient une participation de 60 % dans le projet Northern Lights à Athabasca dans l'Alberta dont les ressources sont évaluées à 1 080 millions de barils de bitume (huile lourde).

### Mai 2008
- 1er au 18 mai: Championnat du monde de hockey sur glace à Halifax (Nouvelle-Écosse) et Québec (Québec).
- 22 mai : élection générale en Alberta - le Parti progressiste-conservateur conserve sa majorité à l'Assemblée législative ; le Parti libéral forme l'opposition officielle.

- 28 mai :
  - élection générale au Nunavut - Eva Aariak succède à Paul Okalik au poste de première ministre, elle est la première femme au pouvoir dans le territoire du Nunavut.
  - Première étape de la ligue du Canada à Langley dans le cadre de la coupe du monde de saut d'obstacles (jusqu'au 31 mai).

### Juin 2008
- 5 au 8 juin : Championnats du monde de triathlon à Vancouver

- 8 juin : Grand Prix automobile du Canada 2008.
- 9 au 13 juin : Deuxième étape de la ligue du Canada à Blainville dans le cadre de la coupe du monde de saut d'obstacles.
- 11 juin : Le premier ministre, Stephen Harper, présente des excuses aux noms de tous les Canadiens et Canadiennes au sujet des pensionnats autochtones.
- 16 au 20 juin : Troisième étape de la ligne du Canada à Bromont dans le cadre de la coupe du monde de saut d'obstacles.

- Vendredi 20 juin 2008 : selon les services de renseignements canadiens et américains, une cellule du Hezbollah d'une vingtaine de personnes aurait été activée à Toronto.
- 30 juin (jusqu'au 3 août) : Quatrième étape de la ligue du Canada à Palgrave dans le cadre de la coupe du monde de saut d'obstacles.

### Juillet 2008
- 21 au 24 juillet : Championnat du monde de kayak-polo à Edmonton
- 24 juillet : Coupe du monde de marathon FINA de nage en eau libre au lac Saint-Jean

### Août 2008
- x

### Septembre 2008
- 19 au 21 septembre : Cinquième étape de la ligue du Canada à Palgrave dans le cadre de la coupe du monde de saut d'obstacles.

### Octobre 2008
- Mardi 14 octobre 2008 : lors des élections fédérales, le Parti conservateur du Canada et le premier ministre sortant Stephen Harper sont réélus pour un second mandat dans le troisième gouvernement minoritaire en 4 ans.
- 17 au 19 octobre : 12e sommet de l'Organisation internationale de la francophonie à Québec

### Novembre 2008
- 1er au 7 novembre : Défi mondial junior A au Edgeworth Centre à Camrose
- 7 au 15 novembre : Sixième étape de la ligue du Canada à Toronto dans le cadre de la coupe du monde de saut d'obstacles.
- Jeudi 20 novembre 2008 : une météorite d'une masse de 10 tonnes et dégageant une énergie de 300 tonnes TNT a embrasé le ciel d'une grande partie de l'ouest canadien, dans un rayon de 700 km à la ronde, en se désagrégeant. Selon l'Université de Calgary, plusieurs de ses fragments ont été découverts à proximité de la frontière entre les provinces de la Saskatchewan et de l'Alberta éparpillés sur une surface de 20 km, près de la rivière Battle, à environ 40 km au sud de la ville de Lloydminster.

### Décembre 2008
- Lundi 1er décembre 2008 : les trois partis de l'opposition annoncent un accord de gouvernement autour de Stéphane Dion, chef du Parti libéral du Canada, pour renverser le gouvernement conservateur de Stephen Harper et diriger le pays lors des deux prochaines années et demi.

- Mardi 2 décembre 2008 : le navire ravitailleur français, qui depuis l'an 2000 assure une navette hebdomadaire pour le fret entre Terre-Neuve et l'archipel de Saint-Pierre-et-Miquelon, coule à 80 km des côtes de Saint-Pierre dans les eaux territoriales canadiennes. 4 marins sont portés disparus.

- Mercredi 3 décembre 2008 : le premier ministre conservateur Stephen Harper affirme sa détermination à « utiliser tous les moyens légaux possibles » pour empêcher l'arrivée au pouvoir d'une coalition incluant un parti « dont le but avoué est de briser le Canada » car estimant que les partis d'opposition « n'ont pas le droit démocratique d'imposer une coalition avec les souverainistes » — les indépendantistes québécois.

- Jeudi 4 décembre 2008 : le premier ministre Stephen Harper demande la suspension du parlement pour éviter d'être renversé par l'opposition. La gouverneure générale Michaëlle Jean, accepte de suspendre les travaux du parlement jusqu'au 26 janvier 2009.

- Lundi 8 décembre 2008 : élection générale au Québec - le Parti libéral reprend sa majorité à l'Assemblée nationale ; le Parti québécois forme l'opposition officielle.

- Mardi 9 décembre 2008 :
  - Michael Ignatieff, ancien professeur à Harvard, est pressenti pour prendre la direction du parti libéral du Canada en remplacement de Stéphane Dion;
  - le constructeur automobile Chrysler menace de délocaliser aux États-Unis la production de deux de ses usines au Canada, qui emploient plus de 8 000 personnes, s'il n'obtient pas une aide gouvernementale rapide de 1,6 milliard de $can sous forme d'« un prêt temporaire et remboursable en entier ».

- Vendredi 12 décembre 2008 : selon le président du syndicat canadien de l'automobile (TCA), Ken Lowenza, les trois grands constructeurs automobiles américains vont fermer partiellement ou complètement l'ensemble de leurs usines au Canada au mois de janvier en raison de la chute de leurs ventes.

- Samedi 20 décembre 2008 : le premier ministre Stephen Harper annonce une aide de 4 milliards $CAN (2,3 mds €) aux constructeurs automobiles américains établis dans la province de l'Ontario.

- Jeudi 25 décembre 2008 : un tremblement de terre d'une magnitude de 5,9 sur l'échelle de Richter s'est produit au large de la province de Colombie-Britannique, sans faire de dégâts ni de victimes. L'épicentre de la secousse s'est situé à 150 km des côtes.
- 26 décembre (jusqu'au 5 janvier 2009) : Championnat du monde junior de hockey sur glace 2009 au Ottawa Civic Centre et à la Place Banque Scotia à Ottawa.

## Autres événements
- Championnat du monde d'ultimate des nations à Vancouver en Colombie-Britannique
- Jeux d'hiver de l'Arctique à Yellowknife aux Territoires du Nord-Ouest
- Six Jours de Burnaby

## Naissances en 2008
- x

## Décès en 2008
- 4 janvier : Mort Garson, compositeur.
- 5 janvier : John Ashley, arbitre officiel de la Ligue nationale de hockey.
- 2 mars : Jeff Healey, chanteur-compositeur et guitariste de jazz, de blues et de rock.
- 8 mars : Donald C. MacDonald, chef du Nouveau Parti démocratique de l'Ontario.
- 15 mars : Ken Reardon, défenseur de hockey sur glace.
- 26 mars : Germain Lemieux, folkloriste, professeur et prêtre jésuite québécois.
- 22 avril : Ed Chynoweth, personnalité importante du Hockey sur glace.
- 26 avril : Henry Brant, compositeur.
- 11 mai : John Rutsey, premier batteur du groupe de rock canadien.
- 29 mai : Luc Bourdon, joueur de hockey sur glace.
- 8 juin : Charles-Noël Barbès, homme politique fédéral provenant du Québec.
- 15 juin : Ray Getliffe, joueur de hockey sur glace.
- 23 juillet : N. Robin Crossby, auteur de jeux de rôle.
- 30 juillet : Vittorio Fiorucci, affichiste.
- 12 août : Gilles Bilodeau, joueur de hockey sur glace.
- 30 août : Wladek Kowalski, catcheur.
- 9 septembre : Richard Monette, acteur et réalisateur.
- 10 septembre : Gérald Beaudoin, sénateur canadien provenant du Québec.
- 11 septembre : Bennett Campbell, premier ministre de l'Île-du-Prince-Édouard.
- 15 septembre : Marion Dewar, maire d'Ottawa.
- 4 octobre : Saul Laskin (en), premier maire de Thunder Bay.
- 9 octobre : Milan Kymlicka, compositeur.
- 17 octobre : Ben Weider, homme d'affaires.
- 7 novembre : Amulette Garneau, comédienne.
- 24 novembre : Bep Guidolin, joueur et entraîneur de hockey sur glace.
- 24 décembre : Gordon Fairweather, avocat et homme politique.